# 沈阳有轨电车3号线

沈阳有轨电车三号线是中国辽宁省沈阳市的城市轨道交通系统中的一条有轨电车线路，所有路段位于沈阳市浑南区，全长11.3公里，开建于2012年，并于2015年6月29日起载客运营。

## 路段规划
在浑南有轨电车系统设计之初，本线的所有路段就已完成规划并随之修建，但开通初期因沿线客流稀少并未开通。后期随着沈阳市政府由市中心南迁至浑南，以及辽宁省图书馆、辽宁省博物馆、辽宁省档案馆和辽宁省科学技术馆新馆的建成投用，本线的投用也提上日程，最终于2015年6月29日开通了世纪大厦 - 大学科技城的首通段。后因1号线南站支线（现4号线进入沈阳南站的区段）建设需要，本线曾先后多次更改运营区间，直至南站支线全部修建完成后才恢复规划的走向，即目前的世纪大厦 - 会展中心全线路段。

## 线路走向
本线路起点为会展中心站，此站设置在苏家屯区会展路南侧的绿地之中；随后列车将沿创新路向东行驶，在电车公司站设置通往浑南新城车辆段的出入段线路；驶出电车公司站后，列车将下穿哈大高铁轨道，继续沿创新路向东行驶至创新路沈中大街路口后，转入沈中大街向北行驶，在下穿三环后继续向北沿新隆街行驶，最终在新隆街世纪路口向东转入世纪路，以世纪路的世纪大厦站为终点。
列车在世纪大厦及会展中心两个端点站均为站前折返形式，有固定的上客站台以与其它路线区分。
列车曾在驶入世纪大厦站之前，在新隆街近禧悦酒店及同方世纪大厦位置进行停车降弓操作，再进入世纪大厦站清客及载客，该操作流程现已改为根据实际情况进行操作。

## 车站
| 会展中心                                                        | 创新路会展路路口南侧（近会展中心） | █ 10号线南延线 | 沈阳市浑南区 | 2015年7月18日 | 左侧（终到） 右侧（往会展中心方向） |
| 会展东                                                          | 创新路羊安五街                     | 不适用         | 沈阳市浑南区 | 2015年7月18日 | 左侧                                |
| 电车公司                                                        | 创新路羊安一街                     | 不适用         | 沈阳市浑南区 | 2015年7月18日 | 左侧                                |
| 尚盈丽景                                                        | 创新路火石桥大街                   | █ 4号线        | 沈阳市浑南区 | 2015年7月18日 | 左侧                                |
| 东北大学                                                        | 创新路沈营大街                     | 不适用         | 沈阳市浑南区 | 2015年7月18日 | 左侧                                |
| 国际医院                                                        | 创新路白塔一街                     | 不适用         | 沈阳市浑南区 | 2015年7月18日 | 左侧                                |
| 东软医疗园                                                      | 创新路白塔三街                     | 不适用         | 沈阳市浑南区 | 2015年7月18日 | 左侧                                |
| 中央公园                                                        | 创新路智慧大街                     | 不适用         | 沈阳市浑南区 | 2015年7月18日 | 左侧                                |
| 大学科技城                                                      | 创新路智慧三街                     | █ 2号线        | 沈阳市浑南区 | 2015年6月29日 | 左侧                                |
| 锦联产业园                                                      | 创新路沈中大街                     | 不适用         | 沈阳市浑南区 | 2015年6月29日 | 左侧                                |
| 鲁美学院                                                        | 沈中大街新运河路                   | █ 2号线        | 沈阳市浑南区 | 2015年6月29日 | 左侧                                |
| 科技馆                                                          | 沈中大街全运五路                   | 不适用         | 沈阳市浑南区 | 2015年6月29日 | 左侧                                |
| 和鸿广场                                                        | 沈中大街全运三路                   | █ 2号线        | 沈阳市浑南区 | 2015年6月29日 | 左侧                                |
| 华茂中心                                                        | 沈中大街全运路                     | █ 2号线        | 沈阳市浑南区 | 2015年6月29日 | 左侧                                |
| 首创光和城                                                      | 沈中大街白塔河二路                 | 不适用         | 沈阳市浑南区 | 2015年6月29日 | 左侧                                |
| 中海康城                                                        | 沈中大街白塔河一路                 | 不适用         | 沈阳市浑南区 | 2015年6月29日 | 左侧                                |
| 白塔河路                                                        | 沈中大街白塔河路                   | █ 2号线        | 沈阳市浑南区 | 2015年6月29日 | 左侧                                |
| 世纪大厦                                                        | 世纪路东侧路尽头                   | █ 2号线        | 沈阳市浑南区 | 2015年6月29日 | 右侧（终到） 左侧（往会展中心方向） |
| 注释                                                            |                                    |                |              |               |                                     |
| 1 “白塔河路”车站位于沈中大街，与1/2号线的同名车站并非在同一处。 |                                    |                |              |               |                                     |

## 车辆
本线路和整个浑南有轨电车线网一样，采用接触网供电，车辆均由中国北车长春轨道客车股份有限公司制造，每日派车不定，但配车以70%低地板3卡编组列车（编号001-020/031-060）为主。
2024年4月起，因可供运营的70%有轨电车数量不足，经过复修的部分100%低地板5卡编组列车（编号024、028、029、030）以正配车形式加入本线固定运营，此前该型号列车仅在部分特别情况下前往本线路运营。

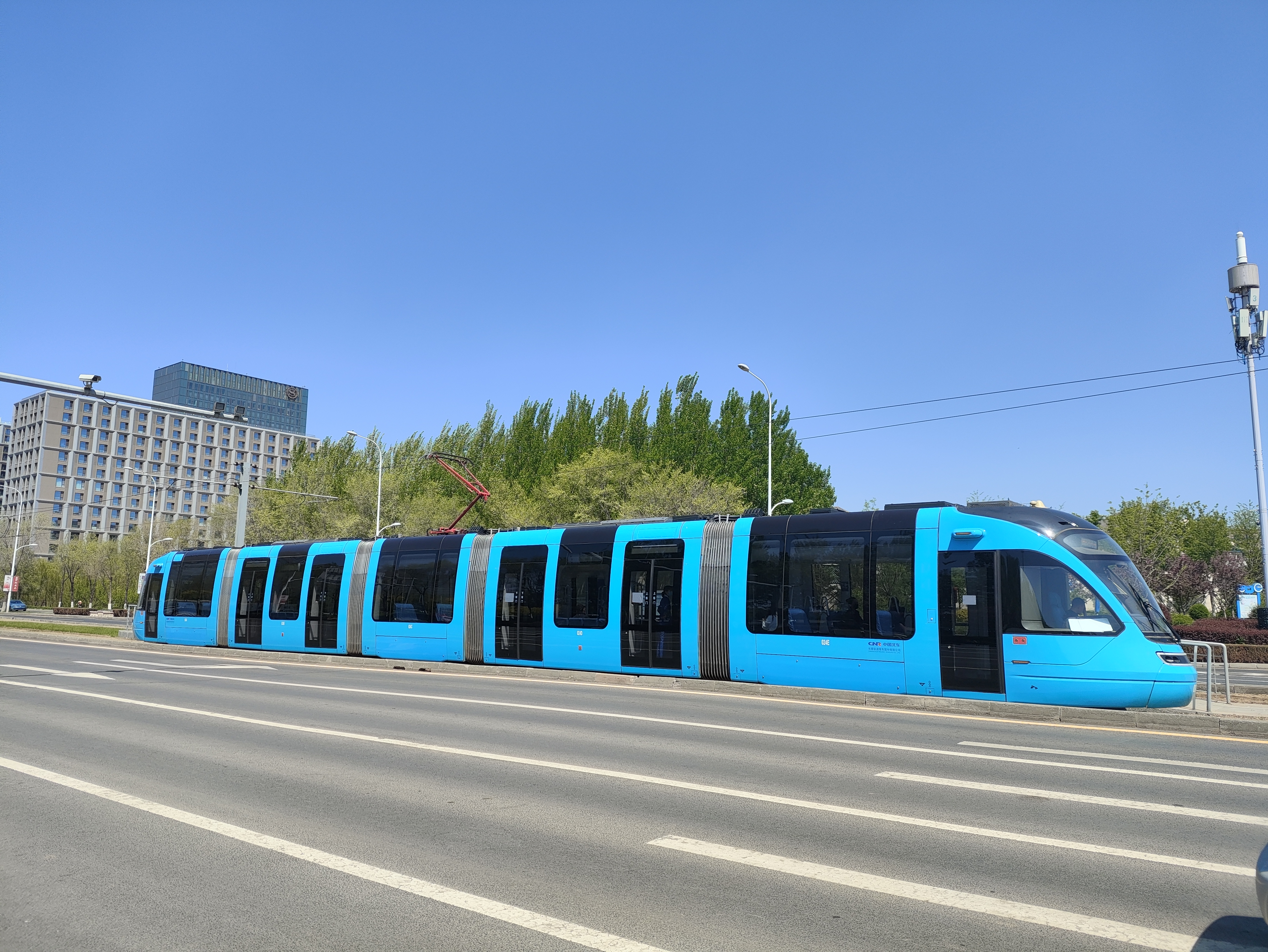
2024年重新投入本线正配运营的024号5卡编组电车

## 车辆段
本线路由浑南新城车辆段派出车辆，列车直接经电车公司站附近的出入库侧线进入本线路投入服务。另外，在世纪大厦站的站后设置有可停放约6列电车的停车场以及一间有轨电车专用的派班室，可为本线提供运营服务。

## 与其它线路的换乘
本线在华茂中心站及东北大学——会展中心区间可换乘有轨电车一号线，并在东北大学——会展中心区间与一号线共线运营；在世纪大厦——东北大学站区间可与有轨电车四号线共线运营并相互换乘。

## 票价
2013年至2019年2月28日，本线路跟随线网执行单一票价2元，不限里程和车站数量的票价体系。
2019年3月1日至今，本线路实行分段计费票务制度，2元起价，4元封顶，即8公里以内2元，每8公里票价增加1元，直至4元封顶，换乘其它线路列车需要重新购票。乘客可使用现金、盛京通（仅限普通消费卡、关爱卡、夕阳红卡和爱心卡）和智慧电车APP扫码等三种方式乘车，但使用盛京通和APP时需要上下车各进行一次刷卡或扫码，否则将会记为不完整交易，收取线网最高票价4元。

## 争议事件
污水影响电车运营
2019年起，由于浑南区创新路羊安一街附近的污水问题，本线及一号线的电车公司 - 会展中心区间段无法正常运营，电车公司曾短暂利用公司的商务车在本段进行接驳，但因污水深度问题被迫暂停服务，附近居民曾多次向媒体和各级政务平台进行投诉。据有关部门给出的回复显示，该路段积水的原因是下游污水管线工程剩余的621米路段由于征地拆迁问题无法动工，导致污水无法汇入桃仙污水处理厂，随后白塔街道办事处于2020年11月组织现场协调，建设局也将在拆迁工作完成后第一时间组织施工单位进场施工，计划2020年底完成通水，彻底解决创新路积水问题。 
该处积水问题已在2021年后得到解决，3号线电车此后未再因污水问题临时缩短运营区间。

## 历史
- 2015年6月29日 - 本线首通段世纪大厦 - 大学科技城区间开通运营。
- 2015年7月18日 - 本线中央公园 - 会展中心区段开通运营，同日至2015年12月1日，因南站支线施工需要，本线运营区间临时调整为世纪大厦 - 会展中心，此为本线列车第一次全线贯通运营[5]。
- 2015年12月1日 - 南站支线施工完毕后，本线缩短至东北大学站终到，即运营区间调整为世纪大厦 - 东北大学[6]，东北大学 - 会展中心区间段由1号线进行运营。
- 2016年12月1日 - 本线恢复东北大学 - 会展中心区间的运营服务[7]。